# Sherbrooke
Sherbrooke ist eine Stadt in der kanadischen Provinz Québec und Hauptstadt der Verwaltungsregion Estrie. Die Stadt hat 161.323 (überwiegend französischsprachige) Einwohner. 2011 betrug die Einwohnerzahl 154.601, sie liegt am Zusammenlauf der Flüsse Saint-François und Magog.

## Klima
Sherbrooke weist ein kontinentales Klima auf (Effektive Klimaklassifikation: Dfb), das sich durch kalte, schneereiche Winter und warme, feuchte Sommer auszeichnet. Die höchste jemals in Sherbrooke gemessene Temperatur betrug 33,7 °C im Juli 1983, die niedrigste betrug − 40 °C im Februar 1979. Weitere Extremwerte ereigneten sich am 26. August 1975, als mit 98 mm Regen der höchste Niederschlagswert für einen Tag registriert wurde, am 24. Februar 1994, als 41 cm Schnee fielen sowie im März 1971, als mit 135 cm die höchste Schneedecke gemessen wurde. Die Schneehöhe erreicht durchschnittlich Ende Februar mit 41 cm im Mittel ihren höchsten Wert.
|                        | Jan    | Feb    | Mär   | Apr   | Mai  | Jun   | Jul   | Aug   | Sep   | Okt  | Nov   | Dez    |   |         |
| Mittl. Temperatur (°C) | − 11.9 | − 10.4 | − 3.9 | 4,1   | 11,1 | 15,5  | 18,1  | 16,9  | 12,0  | 6,1  | − 0.2 | − 8.1  | ⌀ | 4,2     |
| Mittl. Tagesmax. (°C)  | − 5.7  | − 3.9  | 2,1   | 9,9   | 18,1 | 22,1  | 24,7  | 23,3  | 18,3  | 11,9 | 4,4   | − 2.7  | ⌀ | 10,3    |
| Mittl. Tagesmin. (°C)  | − 18.0 | − 16.7 | − 9.9 | − 1.7 | 4,0  | 8,8   | 11,4  | 10,4  | 5,6   | 0,3  | − 4.7 | − 13.5 | ⌀ | −1,9    |
|                        |        |        |       |       |      |       |       |       |       |      |       |        |   |         |
| Niederschlag (mm)      | 78,8   | 61,7   | 78,8  | 79,8  | 96,8 | 110,8 | 117,8 | 130,0 | 104,7 | 92,8 | 98,5  | 93,8   | Σ | 1.144,3 |
|                        |        |        |       |       |      |       |       |       |       |      |       |        |   |         |
| Sonnenstunden (h/d)    | 2,8    | 3,9    | 4,5   | 5,2   | 6,8  | 7,8   | 8,5   | 7,5   | 5,4   | 3,7  | 2,4   | 2,2    | ⌀ | 5,1     |

| − 18.0 |

| − 16.7 |

| − 9.9 |

| − 1.7 |

| 4,0 |

| 8,8 |

| 11,4 |

| 10,4 |

| 5,6 |

| 0,3 |

| − 4.7 |

| − 13.5 |

| − 18.0 |

| − 16.7 |

| − 9.9 |

| − 1.7 |

| 4,0 |

| 8,8 |

| 11,4 |

| 10,4 |

| 5,6 |

| 0,3 |

| − 4.7 |

| − 13.5 |

## Geschichte
Als das offizielle Gründungsjahr der Stadt gilt heute 1802, als Gilbert Hyatt, ein amerikanischer Loyalist, an dem Zusammenlauf der Flüsse Magog und Saint-François eine Mühle errichtete. Ursprünglich hieß die Siedlung nach ihrem Gründer Hyatt's Mills, änderte dann aber 1818 zu Ehren von John Coape Sherbrooke, dem scheidenden Generalgouverneur von Kanada, ihren Namen. Das heutige Sherbrooke entstand zum 1. Januar 2002 durch eine Zusammenlegung des alten Sherbrooke mit den Städten Bromptonville, Fleurimont, Lennoxville und Rock Forest sowie den Gemeinden Ascot, Deauville und Saint-Élie-d’Orford.
Ursprünglich war die Bevölkerung größtenteils englischsprachig. Lag der französischsprachige Anteil im Jahr 1851 bei nur 16 %, so waren es 1898 bereits 59 %. Heute ist Sherbrooke eine mehrheitlich französischsprachige Stadt, allerdings ist sie beispielsweise außer Montreal der einzige Ort in der Provinz Québec, in dem eine englischsprachige Tageszeitung und Universität beheimatet sind.

## Bildung und Forschung
In Sherbrooke befinden sich die Université de Sherbrooke (Unterrichtssprache Französisch) und die Bishop’s University (Unterrichtssprache Englisch). Als Vorstufe zum Besuch dieser Universitäten existieren die drei Cégeps „Séminaire de Sherbrooke“, „Cégep de Sherbrooke“ (Unterrichtssprache Französisch) und das „Champlain College Lennoxville“ (an die Bishop’s University angeschlossen).

## Kultur und Sehenswürdigkeiten

### Museen und Theater
An Museen kann Sherbrooke das naturkundliche „Musée de la nature et des sciences“ und das Kunstmuseum „Le Musée des Beaux-Arts“ vorweisen, des Weiteren beherbergt die Université de Sherbrooke die „Galerie d’art du Centre culturel“. An Theatern gibt es die beiden kleineren „Théatre Granada“ und „Le Petit Théatre“, außerdem finden in dem in der vorgenannten „Galerie d’art du Centre culturel“ beherbergten „Salle Maurice-O'Bready“ Aufführungen statt.

### Bauwerke
In der Stadtmitte befindet sich die Kathedrale „Saint-Michel“, die der Pariser Notre-Dame nachempfunden wurde. In der unmittelbaren Nachbarschaft steht auch das „Hôtel de ville de Sherbrooke“, das 1906 fertiggestellte heutige Rathaus. Zu den markantesten Bauwerken zählt auch das Schulgebäude der Privatschule „Le Séminaire de Sherbrooke“.

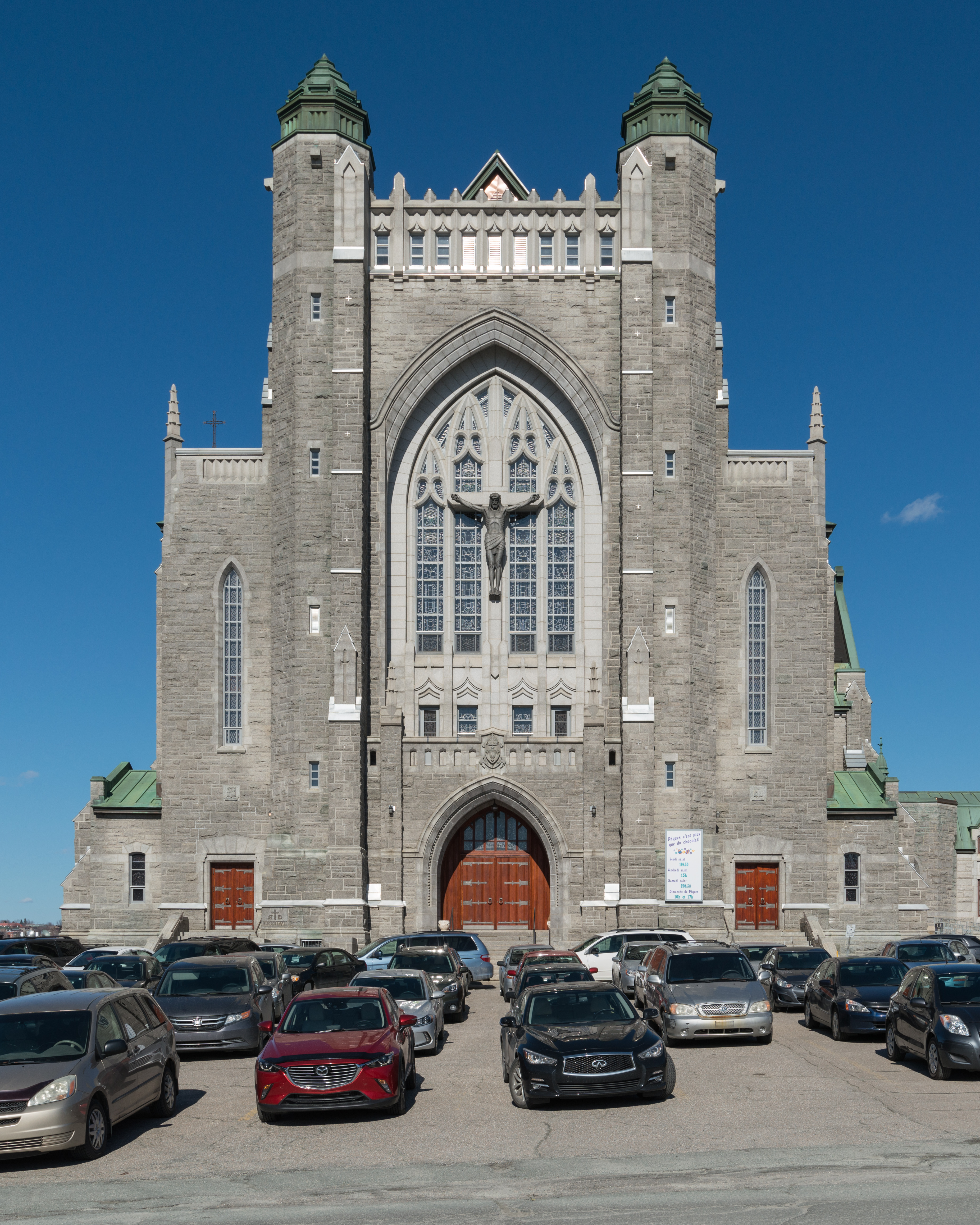
Die Basilique Saint Michel im Zentrum von Sherbrooke
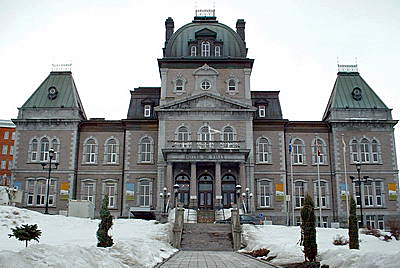
Hôtel de ville de Sherbrooke, das Rathaus der Stadt

### Sport
Sherbrooke ist Heimat des Eishockeyclubs Saint-François de Sherbrooke, der in der Québecer Liga LNAH spielt. In der Saison 2005/2006 konnte die Mannschaft erstmals die Meisterschaft erringen. Mit den „Les Expos de Sherbrooke“ gibt es auch eine Baseballmannschaft, die in der LBSEQ (Ligue de baseball senior du Québec) vertreten ist.
1976 wurden Fußballspiele der Olympischen Spiele 1976 in Sherbrooke ausgetragen.
Im Sommer der Jahre 1977 und 1995 war Sherbrooke Austragungsort der provinzialen Jugendspiele Jeux du Québec. 2003 wurden die Jugendweltmeisterschaften in der Leichtathletik im Stadion der Université de Sherbrooke ausgetragen. Im Januar 2009 fand in Sherbrooke die Juniorenweltmeisterschaft im Shorttrack statt.

## Wirtschaft und Infrastruktur

### Verkehr
Die Société de transport de Sherbrooke (STS) unterhält ein Busliniennetz, das alle Stadtteile umfasst. Für Studenten der Universität Sherbrooke und Schüler des „Cégep de Sherbrooke“ ist die Fahrt kostenlos.
Sherbrooke hat mit dem Flughafen Sherbrooke auch einen kleinen Flughafen außerhalb der Stadt, von dem aus zweimal täglich Flüge nach Toronto abgehen beziehungsweise von dort ankommen. Der Flughafen ist außerdem durch Nav Canada als Airport of Entry klassifiziert und es sind dort Beamte der Canada Border Services Agency (CBSA) stationiert, damit ist hier eine Einreise aus dem Ausland zulässig.

### Ansässige Unternehmen
Bedingt durch ihren Status als Universitätsstadt ist der universitäre Sektor der größte Arbeitgeber der Stadt. Aus der Privatwirtschaft haben Nordia, Fédération des caisses Desjardins du Québec und Kruger größere Niederlassungen in Sherbrooke, der Möbelhersteller Shermag ist das größte Privatunternehmen, das seinen Unternehmenssitz in der Stadt unterhält.

### Medien
Die Stadt beherbergt die drei privaten Fernsehsender CHLT (TVA), CKSH (Radio-Canada) und CFKS (V).
In Sherbrooke erscheinen zwei Tageszeitungen: La Tribune (französisch) und The Record (englisch). Daneben erscheinen samstags auch die Gratiszeitungen Le journal de Sherbrooke und La Nouvelle de Sherbrooke.
Hörfunk:
- 088,1 MHz: CFPP, religiöser Sender
- 088,3 MHz: CFAK (Campusradio der Université de Sherbrooke)
- 089,7 MHz: CBM-FM (CBC Radio Two)
- 088,9 MHz: CJMQ (Campusradio der Bishop’s University)
- 090,7 MHz: CBFX Espace Musique
- 091,7 MHz: CBME (CBC Radio One)
- 093,7 MHz: CFGE Rythme FM succès de l'heure
- 095,5 MHz: CFLX-FM, gemeinschaftliches Programm
- 098,1 MHz: CFGE Rythme FM
- 100,3 MHz: CIRA-FM Radio Ville-Marie, religiöser Sender
- 101,1 MHz: CBF-FM La Première Chaîne, Nachrichten, Informationen
- 107,7 MHz: CHLT-FM Souvenirs Garantis
- 102,7 MHz: CITE RockDétente, zeitgenössische Musik für Erwachsene
- 104,5 MHz: CKOY 104,5 CKOY, Pop Rock
- 106,1 MHz: CIMO Énergie, Pop Rock
- 106,9 MHz: CIMO Énergie, Pop Rock

## Söhne und Töchter der Stadt
- Édouard LeBel (1865–1939), Sänger
- William Heneker (1867–1939), Generalmajor in britischen Diensten im Ersten Weltkrieg
- David Hall (1875–1972), Leichtathlet
- Stanley Gardner (1890–1945), Pianist und Musikpädagoge
- Northrop Frye (1912–1991), Literaturkritiker
- Alfred Lanctôt (1912–1969), römisch-katholischer Ordensgeistlicher, Bischof von Rulenge
- Sylvio Lacharité (1914–1983), Dirigent und Komponist
- Harry Saltzman (1915–1994), Filmproduzent
- Clémence DesRochers (* 1933), Schauspielerin, Singer-Songwriter und Schriftstellerin
- David Price (* 1945), Politiker
- Jim Corcoran (* 1949), Singer-Songwriter und Gitarrist
- Dan Chicoine (* 1957), Eishockeyspieler
- Jean Charest (* 1958), Politiker und Rechtsanwalt
- Jean-Marc Rozon (* 1961), Freestyle-Skier
- Sylvie Daigle (* 1962), Eisschnellläuferin
- Lloyd Langlois (* 1962), Freestyle-Skier
- Sylvie Béliveau (* 1963), Fußballtrainerin und -funktionärin
- Sonia Denoncourt (* 1964), Fußballschiedsrichterin
- Steven Blaney (* 1965), Geschäftsmann und Politiker
- Marcel Tremblay (* 1965), Eisschnellläufer
- Robert Tremblay (* 1965), Eisschnellläufer
- Sean Patrick Maloney (* 1966), Politiker
- Caroline Maheux (* 1969), Eisschnellläuferin
- Jimmy Waite (* 1969), Eishockeytorwart
- Yanic Perreault (* 1971), Eishockeyspieler
- Garou (* 1972), Sänger
- Jean-François Labbé (* 1972), Eishockeytorwart
- Louis Philippe Dandenault (* 1973), Schauspieler und Synchronsprecher
- Maxim Gaudette (* 1974), Schauspieler
- Maryse Turcotte (* 1975), Gewichtheberin
- Mathieu Dandenault (* 1976), Eishockeyspieler
- Éric Bélanger (* 1977), Eishockeyspieler
- Christian Dubé (* 1977), Eishockeyspieler
- Stéphane Robidas (* 1977), Eishockeyspieler und -funktionär
- Mathieu Turcotte (* 1977), Shorttracker
- Pierre-Marc Bouchard (* 1984), Eishockeyspieler und -funktionär
- Francis Lemieux (* 1984), Eishockeyspieler
- Sarah Vaillancourt (* 1985), Eishockeyspielerin
- Alex Boisvert-Lacroix (* 1987), Eisschnellläufer und Shorttracker
- François Bouchard (* 1988), Eishockeyspieler
- Valérie Lambert (* 1988), Shorttrackerin
- David Perron (* 1988), Eishockeyspieler
- Kim Boutin (* 1994), Shorttrackerin
- Jérémy Gagnon-Laparé (* 1995), Fußballspieler
- Jules Burnotte (* 1996), Biathlet
- Jordan Pierre-Gilles (* 1998), Shorttracker
- Marion Thénault (* 2000), Freestyle-Skierin
- William Dandjinou (* 2001), Shorttracker
- Olivier Léveillé (* 2001), Skilangläufer
- Félix Roussel (* 2001), Shorttracker
- Magdeleine Vallieres (* 2001), Radrennfahrerin
- Miha Fontaine (* 2004), Freestyle-Skier